# Urbanismo islâmico em Portugal
A ocupação do território português durante o período islâmico caracteriza-se pela reutilização das cidades já estabelecidas localmente, adequando seus espaços conforme as necessidades da população local e do novo poder instalado. As cidades de maior destaque comumente encontravam-se em importantes cursos d’água, como por exemplo Lisboa (Al-Ushbuna); Santarém (Santarim), Coimbra (Qulumriyya), Silves (Xelb) e Mértola (Martulah). O acesso à água é um factor essencial desta ocupação, uma vez que a subsistência das urbes pautava-se em grande parte na sua produção agrícola, com as novas técnicas de irrigação instauradas pelos muçulmanos. Grandes áreas de pleno cultivo e jardins eram parte da típica paisagem andaluza.
A arqueologia tem sido a grande propulsora dos estudos do período islâmico na Península Ibérica, visto que a história tem poucas fontes escritas sobre este tema, sendo muitas delas recortes bastante específicos, consequentemente não representativos da maior parte dos contextos dos domínios muçulmanos medievais.

## História

### Romanização

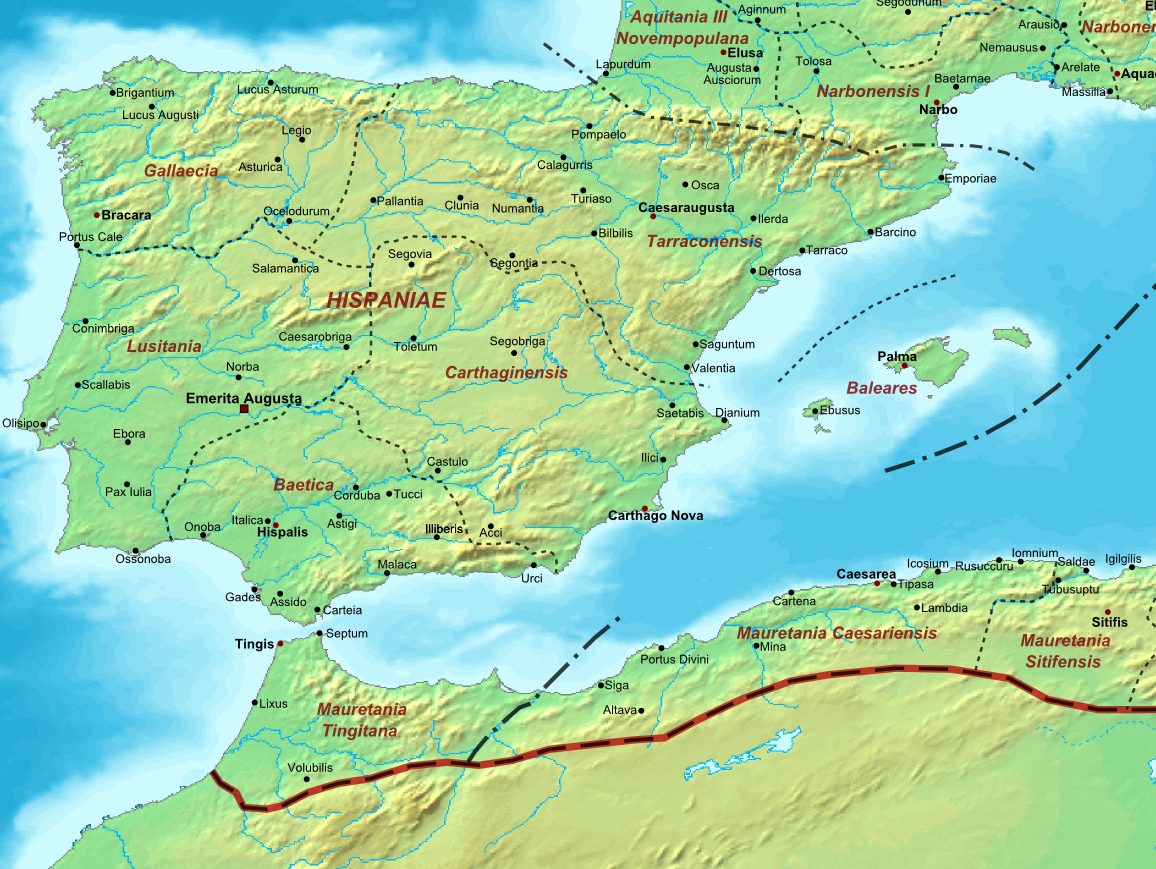
Mapa das divisões administrativas do Império Romano na Península Ibérica, circa 400 EC.

Dentre as urbes portuguesas, já estavam presentes e influentes no período romano Lisboa (Olissipo), Santarém (Scalabis), Évora (Ebora), Beja (Pax Julia), Braga (Bracara Augusta), Condeixa-a-Velha (Conímbriga), Faro (Ossonoba), entre outras. Algumas delas remontam sua fundação à proto-história, de origem lusitana, outras fundadas pelos fenícios durante sua colonização no sul da Península Ibérica (que por sua vez, comumente formaram-se sob assentamentos pré-históricos). Os romanos, em muitos dos casos, utilizaram-se de comunidades já estabelecidas anteriormente para dar continuidade à ocupação, instalando suas instituições administrativas e adaptando as cidades aos moldes latinos. Durante este período, a Península Ibérica era dividida em províncias, divisões tais que sofreram alterações conforme os diferentes governos vigentes. A última divisão estabeleceu-se por volta do ano 400 EC como Baetica, Lusitânia, Galécia, Tarraconense, Cartaginense, Tingitana e ilhas Baleares.
Vestígios arqueológicos atestam para um grande desenvolvimento económico alcançado sob o domínio romano, o que resultou em algumas mudanças nas urbes, como a utilização de telhas nas casas e pavimentos de ladrilhos; consumo ostensivo de cerâmicas sejam mais rudimentares, sejam mais elaboradas (indicando fabricações em olarias locais e comércio com as demais províncias); aumento da produção têxtil local; e principalmente o fabrico de preparados de peixe, atividade económica predominante no território português. Também foram introduzidas diversas vias, pontes, estradas militares e aquedutos.
Estruturas que permitiram tantas movimentações pelo território aumentaram a intensidade do comércio, a presença de materiais provenientes de outros sítios e a quantidade de assentamentos. As casas eram normalmente pintadas com uma fina camada de cal, tendo algumas das residências de famílias mais abastadas pinturas a fresco. Com relação ao campo, a agricultura também foi amplamente desenvolvida neste período. Nas grandes urbes romanas, comumente incorporavam-se estruturas como muralhas, termas, teatro, templos, casas de cunhagem, praças e circos.

### Cristianização

Mapa da ocupação cristã na Península Ibérica, circa 500 EC.

Aos alvores do século V, as migrações dos povos germânicos e orientais conferiram novos aspectos às cidades da Península Ibérica. Ao contrário do que comumente se propaga, durante a ocupação destes migrantes e ao longo da monarquia visigótica e sueva, as urbes herdadas dos romanos não foram desmanteladas ou extensivamente destruídas, mas continuadas e remodeladas pela nova administração. Estes povos já encontravam-se presentes no território, convivendo com o poder latino e seus modos, ocorrendo uma adaptação mútua em diferentes aspectos.
Quando do estabelecimento destas novas monarquias, algumas alterações foram executadas, como novas funções aos locais cuja atividade económica não era mais realizada, utilização de estruturas domésticas em negativo, construção de templos cristãos sob templos pagãos e a transformação de estruturas como os teatros romanos em necrópoles.
O desmantelamento do império teve um grande impacto na economia e padrão de consumo do mediterrâneo, uma vez que os acordos e estruturas administrativas que mantinham esta rede foram desmanchados. Isto é observável no abandono de muitas fábricas de preparados de peixe e na mudança do padrão de cerâmicas e vidros produzidos e utilizados.

### Arabização
Como parte da expansão territorial muçulmana, em 711 dá-se o início do adentramento na Península Ibérica através do cruzamento do estreito de Gibraltar pelas tropas lideradas pelo berbere Tárique. Ali instalou-se uma província do Califado Omíada de Damasco (séculos VII e VIII) estendendo-se até o norte da península, o al-Andalus, tendo Córdova como capital, sob o rio Guadalquivir. Os territórios a ocidente levaram o nome de al-Gharb (região que engloba o atual Algarve, mas que não se restringia a esse território) o qual se dividia em pequenas cidades e fortalezas.
No século X o governante Abderramão III intitula-se Califa e o al-Andalus passa a ser o Califado de Córdova. Contudo, em meados da centúria seguinte, o reino sofre turbulências que resultam numa fragmentação do território, surgindo as taifas. No caso do Algarbe foram oito: Badajoz, Sevilha, Niebla, Huelva e Saltes, Faro, Lisboa, Mértola e Silves. Pouco tempo depois, as taifas caem sob o domínio dos Abádidas de Sevilha. Com a ameaça da conquista dos cristãos ao norte, fortalecida por Afonso VI ao final do século XI com a tomada de Toledo, os líderes das principais taifas pedem auxílio ao Emirado Almorávida do Marrocos, o qual termina por englobar o Alandalus nas dependências do seu império. No século seguinte, a região assiste a queda dos Almorávidas e a ascensão dos Almóadas, com um novo período de taifas entre estes. Os Almóadas também integraram Alandalus no seu domínio e transformaram Sevilha em sua capital. Novamente, turbulências culminam no terceiro período de taifas seguido da expansão dos cristãos do território português.

Mapa da Península Ibérica sob a administração do Califado de Córdova no início do século XI.

Chegados os primeiros muçulmanos na Península Ibérica no século VIII, manteve-se a estrutura administrativa de tradição romana, materializada pelos visigodos. Estes, teriam negociado a nova ocupação estrangeira com o benefício da sua manutenção em cargos de poder regionais. O poder central em Córdova seguia as tradições Omíadas e Sírias num esforço constante de arabização local, todavia mesclando os moldes do governo de Baguedade com os já existentes na Península Ibérica (ou seja, a administração romana já alterada e transformada pelos germânicos). Em consonância com as demais regiões dominadas pelo islão, conviviam em Alandalus muçulmanos, cristãos e judeus, e uma população etnicamente variada, contudo, rapidamente arabizados. Portanto, apesar da diferença de credos e origens, a língua e cultura vigentes eram a árabe.
Assim como com os visigodos, durante o domínio muçulmano muitas das estruturas já existentes foram mantidas ou reaproveitadas. Também foram erigidas bibliotecas e livrarias; as termas romanas foram reutilizadas ou novos banhos foram construídos e mesquitas foram feitas muitas vezes sob templos anteriores. As cidades do al-Andalus tiveram diferentes etapas de desenvolvimento de acordo com as diferentes administrações, como também apresentou-se de maneira distinta quando comparada aos outros domínios árabe-muçulmanos.

### Retomada cristã
Após a expansão cristã nos domínios islâmicos ibéricos, as cidades conquistadas mais uma vez tiveram suas estruturas reaproveitadas, um exemplo que a arqueologia tem mostrado ser um padrão, é a construção de igrejas sob as antigas mesquitas. Alguns exemplos disto seriam a Sé de Évora, a Sé de Faro, a Igreja de Santa Maria do Castelo de Tavira, a Igreja Matriz de São Clemente de Loulé, a Sé de Lisboa – questão ainda em debate, mas com fortes argumentos corroborando para o seu soerguimento sob a antiga mesquita aljama de Al-Ushbuna – e a Igreja de Nossa Senhora da Anunciação de Mértola, neste último caso a mesquita foi reutilizada sem a destruição da maior parte da estrutura, preservando visivelmente muitas das características do templo islâmico.
Outros reaproveitamentos realizados pelos cristãos foram os banhos e as estruturas dos castelos e das muralhas, que permanecem até os dias de hoje, apesar das inúmeras intervenções e modificações desde então.

## A organização do espaço no período islâmico

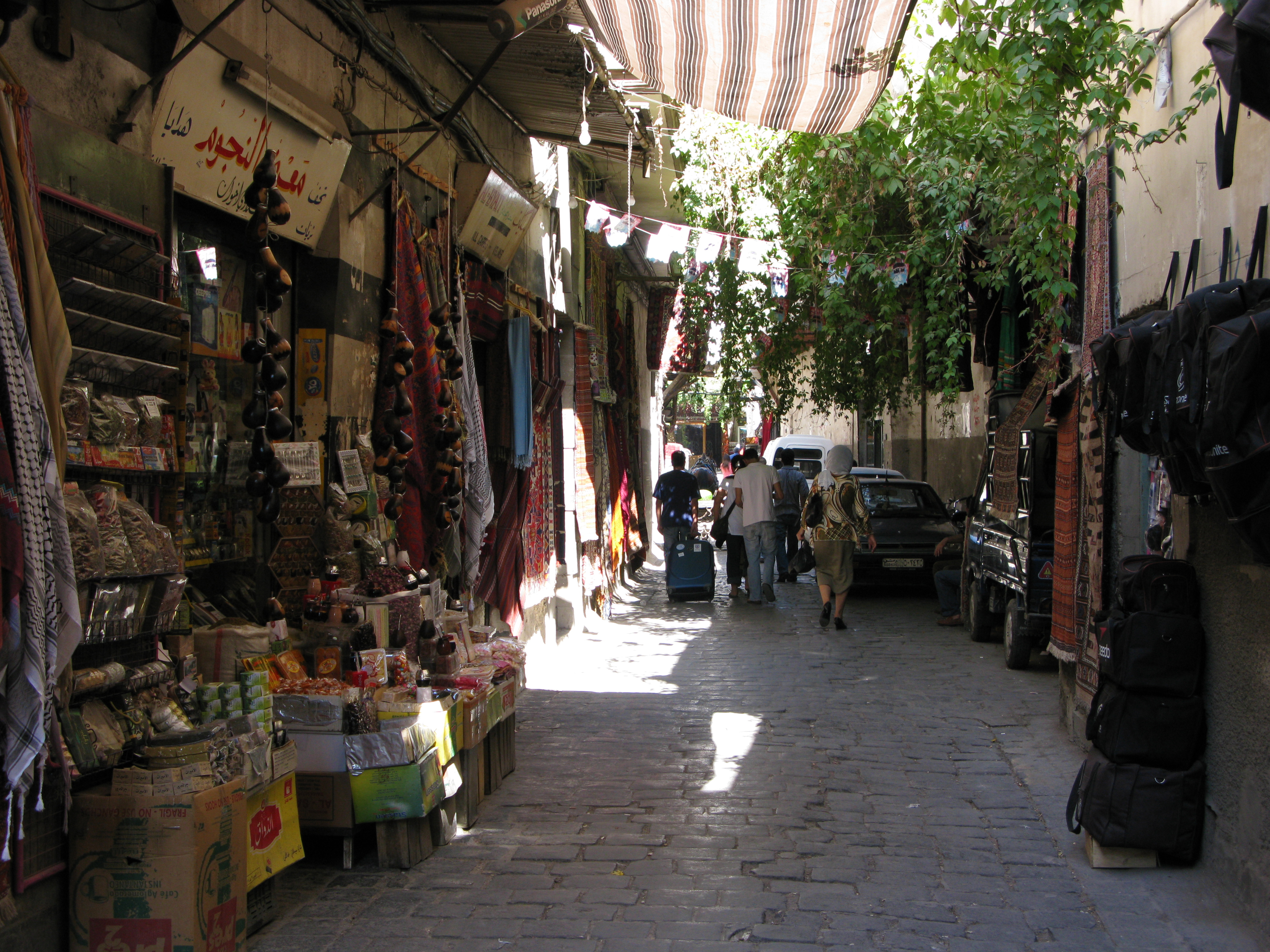
Um souq atual em Damasco, Síria.

Existem falsas concepções de que a urbe islâmica era desordenada e mal planeada. Trata-se, porém, de ideias colonialistas herdadas de estudos generalistas realizados sobretudo na década de 1970. As medinas andaluzes foram erigidas sob traçados romanos contando com novas concepções arabizadas que cumpriam com as necessidades da população e cultura ocupante no período. As cidades foram herdadas já alteradas pelas ocupações a meio dos romanos e islâmicos, portanto não houve uma destruição vigorosa e abrupta das urbes construídas pelos latinos, as quais já eram adaptadas de assentamentos anteriores. Também é importante ressaltar que diferentes localidades do domínio islâmico apresentam diferentes formas de organização territorial e que a população local era arabizada, mas não necessariamente etnicamente árabe, como também islamizada, mas não necessariamente professante desta fé.

### Medinas
As cidades islâmicas no al-Andalus contaram com algumas modificações sob as urbes preexistentes das quais as principais podemos listar como :
- Estreitamento das ruas
- Apropriação privativa de algumas ruas, becos e adarves
- Curvaturas e quebras arbitrárias das ruas
- Cobertura e ocupação das ruas pelos espaços privados
- Cegamento de muros e fachadas
- Corredores de quebras sinuosas a partir das entradas das casas, que abrem para pátios internos
- Oclusão de vias e áreas urbanas anteriores ou seu completo desaparecimento
- Abertura de novas vias cortando edifícios preexistentes
- Mesquitas
- Banhos
- Souqs
- Segregação dos bairros com base em critérios funcionais ou étnico-religiosos

A urbe era organizada a partir de uma subdivisão em duas partes: a cidade alta (alcáçova) e a cidade baixa (medina). A alcáçova situava-se dentro da medina, cercada por muralhas, cujas portas de acesso eram encerradas à noite, assim como as portas das muralhas da medina. Dentro da alcáçova encontra-se alcácer, que abrigava uma praça-forte de carácter palatino, podendo contar também com habitações das elites e um rawda (cemitério das elites). Por vezes, a alcáçova encontra-se sob antigas estruturas administrativas romanas, como é o caso de Mértola, cujo bairro da alcáçova foi erigido sobre o foro romano.
O estreitamento das ruas, foi um fenómeno já ocorrido desde antes da chegada dos muçulmanos, sendo parte de um processo relacionado ao decaimento do uso de carroças dentro das cidades. Contudo, houve de facto o alastramento de adarves e becos durante a ocupação islâmica, isto se deu pela privacidade ao aceder às habitações, dando a possibilidade de transitar entre as casas da família estendida sem recorrer à rua principal, mantendo-se a discrição dos familiares. Esta pouca utilização das ruas pelas mulheres e pelos moradores em sua generalidade, leva ao ordenamento dos souqs linearmente ao longo das vias.
Com relação ao último ponto levantado, sobre a segregação dos bairros, é importante destacar que estes não tinham a conotação de guetos, como talvez o termo “bairros segregados” possam nos remeter. Estes locais seriam uma porção da cidade em que grupos de determinados costumes étnico-religiosos tendiam a residir ou mesmo bairros com concentração de determinados tipos de atividades laborais.

### Mesquitas

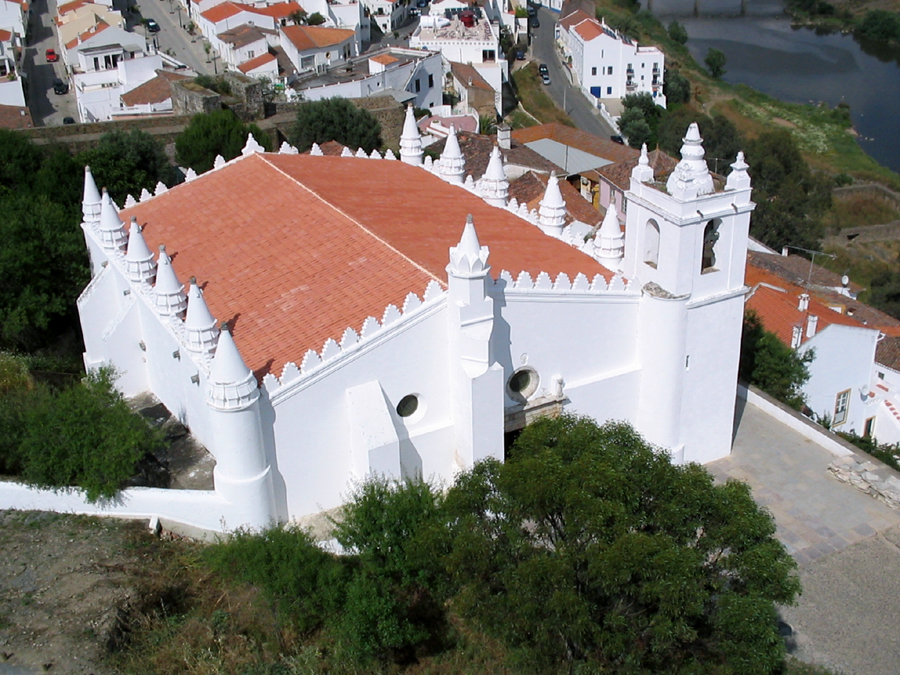
Igreja de Nossa Senhora da Anunciação de Mértola, antiga mesquita.

Segundo crónicas escritas, a primeira medida a ser tomada quando da chegada dos novos conquistadores era localizar um sítio para orações, muitas vezes à céu aberto ou em igrejas, provisoriamente, mais a frente vindo a demolir o templo cristão e construindo uma mesquita no seu lugar. A mesquita era o prédio de maior importância numa medina, tendo toda cidade uma mesquita aljama, ou seja, uma mesquita maior, como as catedrais cristãs. O local desempenhava além do papel religioso, o da justiça, abrigando o cádi e o waqf; antes do advento das madrasas, eram também nas mesquitas que o ensino era realizado.
Todos os professantes daquela fé na cidade deveriam obrigatoriamente comparecer na mesquita aljama às sextas-feiras para ouvir o khutba, em vista disso, a disposição das ruas se altera para que, desde as muralhas, culminem na mesquita aljama. Com o grande fluxo de pessoas sistemático em direção à mesquita principal, ao redor desta concentrar-se-ão comércios e souqs nas vias ligadas a ela.

### Banhos islâmicos
Os hammams permaneceram uma prática ao longo dos séculos (os quais não são particulares do islão, mas um hábito herdado do mundo clássico antigo), preservando o aspeto social, higiênico e terapêutico. Isto posto, eles tomaram também outros contornos sob o mundo muçulmano, como o uso para ritos religiosos em detrimento do carácter desportivo.

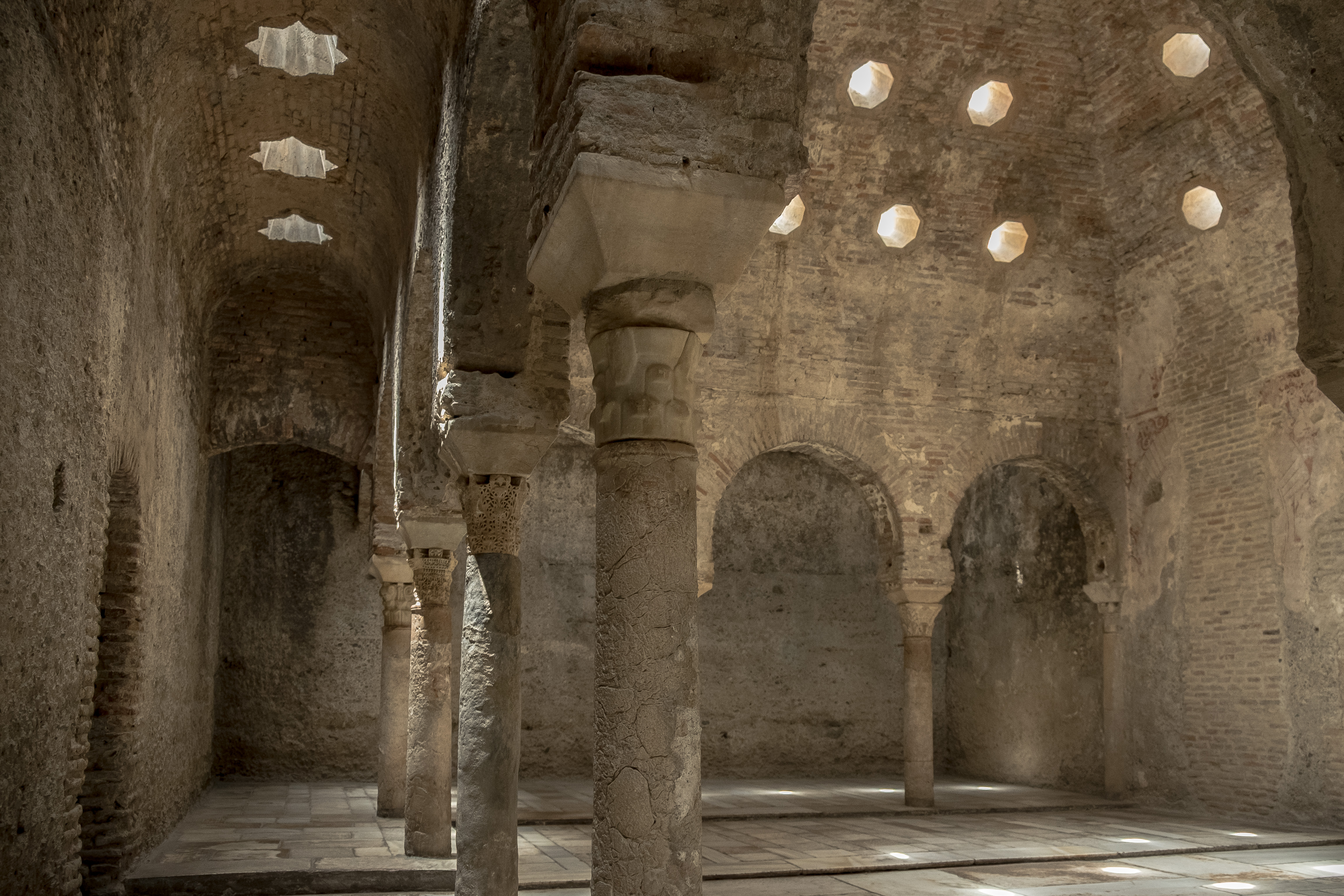
Banhos islâmicos de Granada, Espanha. Podemos ver as ventanas da sala tépida.

Os hammams eram estruturados em três sectores: a zona seca, a zona húmida e a zona de serviços. A zona seca era construída com matéria-prima semelhante às casas, com teto de madeira e decorações em estuque; composta por entrada, latrina, vestiário e sala de descanso. Já a zona húmida era construída com paredes grossas e sólidas de pedra, compondo um espaço alongado e fechado, por vezes com ventanas no teto e com um sistema de hipocausto no subsolo. Este espaço contava com diferentes salas para as temperaturas, sendo a sala de águas mais frias localizada mais distante da fornalha e mais próxima à zona seca, e a sala de maior temperatura localizada no oposto, a sala tépida seria a mais utilizada pelos frequentadores. A disposição destas costumava ser rectangular, com a presença de alcovas e variando no número de salas dentro de suas zonas de temperatura.
Já a zona de serviços era composta pela fornalha e pelo sistema de abastecimento de água a partir da cisterna. Por ser uma zona em que transitavam os trabalhadores dos banhos, não havia comunicação desta com as demais zonas, sua entrada da rua era separada e a zona costumava estar no pavimento mais baixo das termas. Dado as características de construção distintas das zonas, algumas delas preservaram-se melhor que outras, sendo a zona seca a mais prejudicada, pela frágil composição dos materiais utilizados.
Os banhos eram distribuídos ao longo da medina de acordo com a necessidade, de maneira que todos os distritos tivessem acesso a pelo menos um deles. Estes encontram um padrão de localização, sendo comumente próximos das mesquitas, das fontes de água, dos portões das cidades e sob o fácil acesso das principais ruas da cidade.
No caso português, por hora o único vestígio arqueológico de banhos islâmicos são os da cidade de Loulé, o qual conta também com a excepcionalidade de ser o achado arqueológico referente aos hammams com a melhor preservação da sua integridade estrutural na Península Ibérica.

### Necrópoles
As necrópoles islâmicas variam de acordo com o período e local.  Principalmente no início da ocupação, elas comumente encontravam-se dentro das muralhas, como também as instalações dos artesãos, passando a serem empurrados extramuros quando a medina já estava saturada, formando os arrabaldes. Outras seguiam os princípios das urbes romanas: encontravam-se extramuros, próximo de uma das entradas da cidade; por vezes às voltas de necrópoles judaicas e cristãs, as quais reutilizaram os espaços e monumentos funerários anteriores. Ao contrário do mundo romano, os muçulmanos não detinham nenhum impeditivo religioso ou legal acerca de enterrar os mortos dentro ou fora da cidade, sendo esta decisão baseada em outros factores.

### Casas

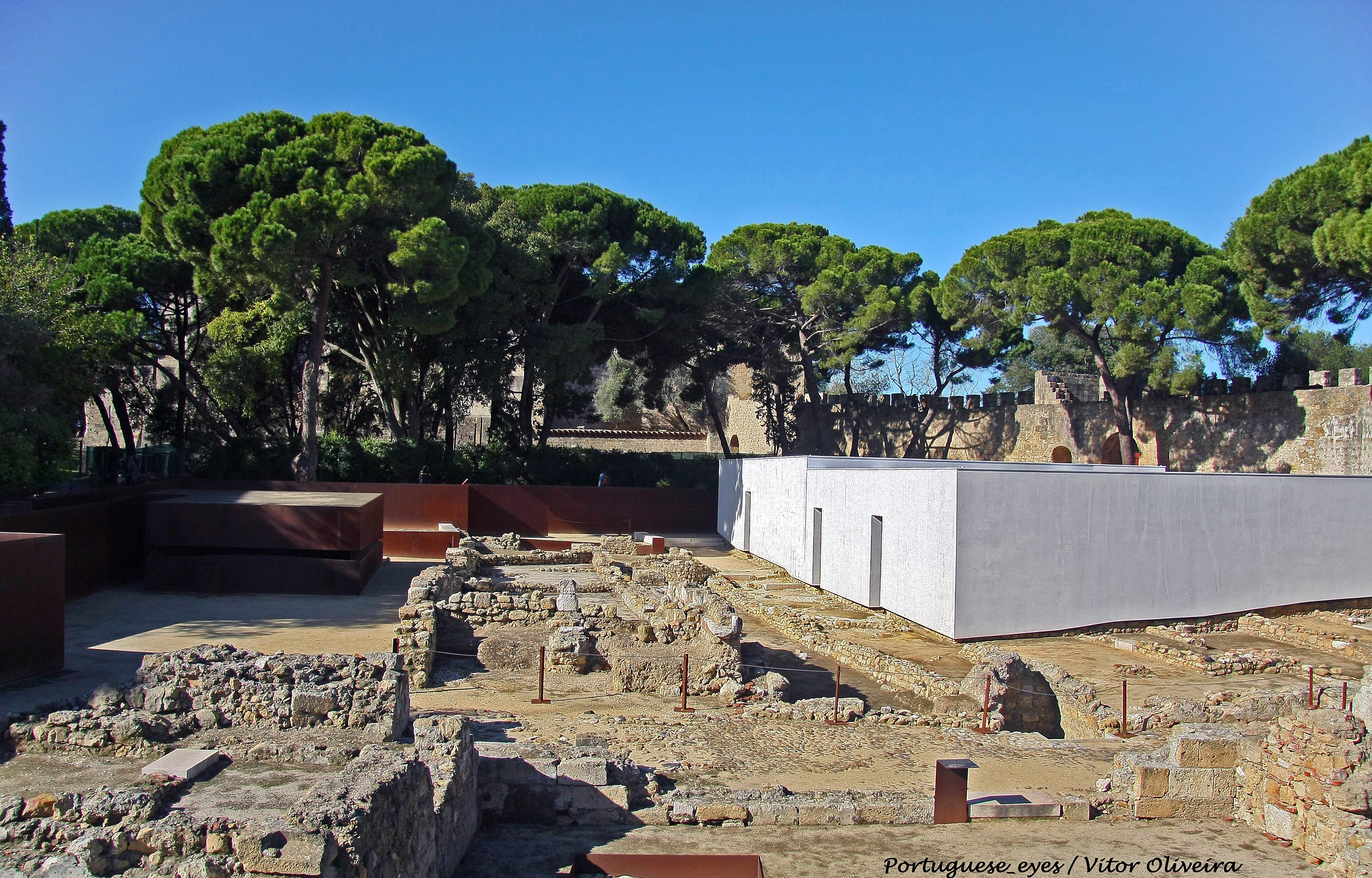
Vestígios das casas islâmicas no Núcleo Arqueológico do Castelo de São Jorge, Lisboa. Em branco estão as estruturas atuais construídas para a proteção do património arqueológico e reprodução hipotética das casas.

No islão, o seio da organização comunal é a família estendida sob o comando patriarcal, e não a família nuclear. Este modelo é uma herança tribal e clânica pré-islâmica. Por conseguinte, as casas eram organizadas visando a ocupação futura de demais membros da família, gerando um apinhamento residencial. A instalação de novas estruturas e ordenamento das ruas eram normalmente acordadas entre os demais vizinhos, sendo uma decisão tomada em comunidade.

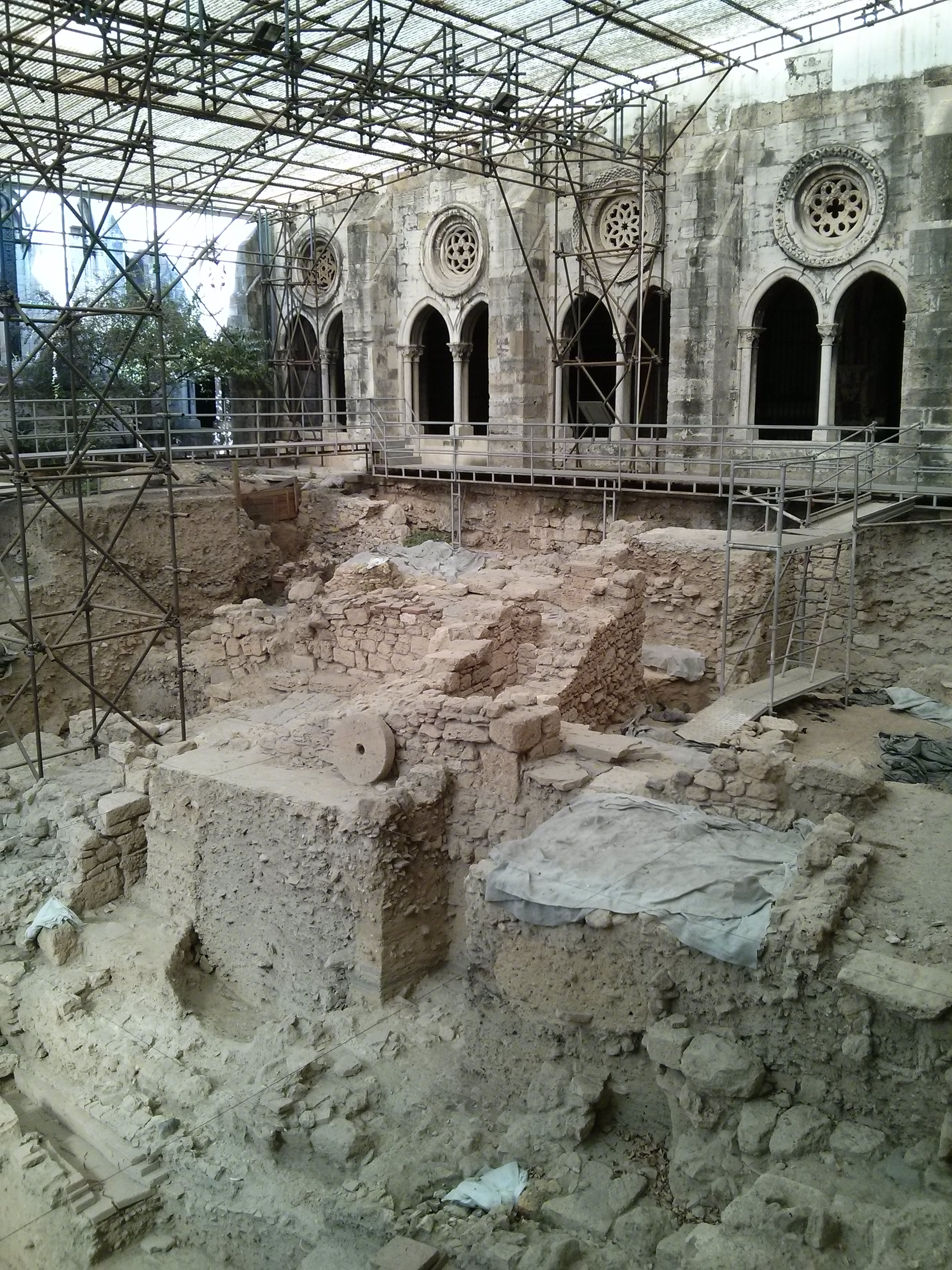
Escavações arqueológicas no claustro da Sé de Lisboa em que foram encontrados vestígios da ocupação romana e islâmica, onde o sistema de esgoto das casas da medina atravessa a estratificação que compreende a anterior cidade romana.

As casas do al-Garbh al-Andalus eram construídas conforme os materiais disponíveis na região e do poder monetário das famílias, não havendo muita uniformização. Contudo, elas compartilhavam de algumas características em comum, como a organização em torno de um pátio central descoberto, fachada com raras aberturas para o exterior e separadas geralmente em quatro compartimentos: salão, alcova, latrina (ligadas a uma rede de esgoto ou a uma fossa) e cozinha. As casas eram os ambientes onde as mulheres e as crianças passavam a maior parte do seu tempo, enquanto os homens estavam mais presentes nos espaços públicos. Pelo grande apreço à discrição e privacidade, as casas muçulmanas deviam ter portas intercaladas, a fim de que a porta de nenhuma residência se deparasse diretamente defronte da outra.
Assim como nas casas romanas, helenísticas e persas, as casas islâmicas têm a disposição conhecida como “casa-pátio”. O pátio era a parte principal das habitações, que para além de fornecer ventilação e iluminação, desempenhava diversos papéis como: área comum de convivência, espaço de trabalho, extensão da cozinha e, por vezes, como espaço de cultivo de pequenas ervas.
O salão seria o segundo cômodo mais importante de uma casa islâmica, comumente acompanhado de uma alcova ligeiramente elevada em relação ao pavimento da sala. Estas salas seriam, quando possível, argamassadas e decoradas com almagre e utilizadas para trabalho, repouso e para as refeições. Um exemplo desta decoração pode ser observada nas casas islâmicas do núcleo arqueológico do Castelo de São Jorge.
A cozinha era um espaço independente e exclusivo – característica que se perde com o domínio cristão que se seguiu, em que apenas os mais ricos detinham um cômodo específico para tal. Muitas vezes existia uma separação dentro da cozinha para o ambiente de fogo e o de armazenamento de alimentos e utensílios, normalmente contando com silos subterrâneos.

### Meio rural
Nas proximidades das medinas encontravam-se ainda as alcarias, pequenos povoados rurais com algumas estruturas administrativas e comerciais, às vezes fortificadas, que funcionavam à semelhança das vilae romanas. Estes povoados costumavam organizar-se em casas em torno de pátios comunais, abrigando geralmente uma lareira ou forno no centro.
Os povoados rurais dominavam a agricultura, a caça e a pesca. O barlavento algarvio, pelas suas condições geológicas, propiciou uma exploração agrícola ampla e muito produtiva, resultado que observamos na grande quantidade de silos subterrâneos para armazenamento de grãos, durante os trabalhos arqueológicos na região. Outro tipo de atividade económica rural foi a extração de metais preciosos em minas.

### Edificações defensivas

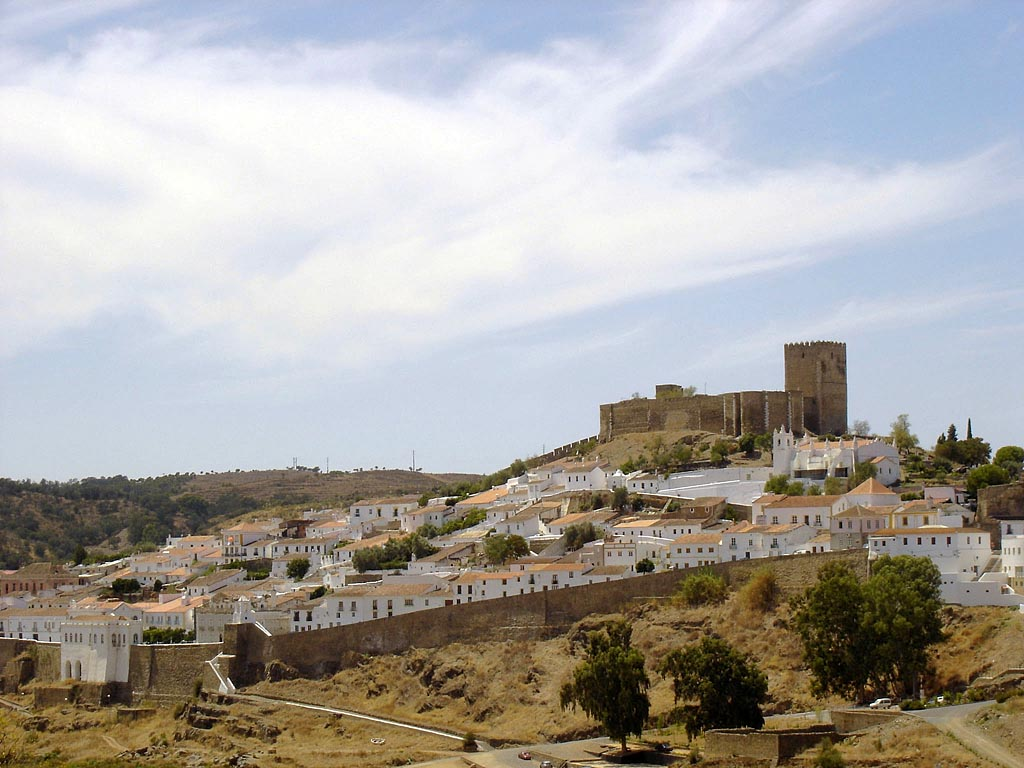
Vista do Castelo de Mértola ao topo da urbe, com a antiga mesquita logo abaixo das muralhas da alcáçova.

As medinas eram, praticamente em todos os casos, protegidas pelas muralhas e outras edificações defensivas, as quais eram condicionadas mediante a topografia local. Quanto melhor o posicionamento defensivo, menor era o esforço necessário para eregir estruturas defensivas.
Segundo dados arqueológicos, as muralhas eram construídas já considerando o crescimento da urbe, contando no início com muitos espaços vazios para a futura ocupação dos habitantes, como também hortos e jardins dispersos intramuros – estes espaços vazios serão ocupados empurrando outras estruturas para fora dos muros, essa mudança de paisagem é acompanhada do crescimento vertical dos edifícios e a inserção de adarves.
Os materiais das primeiras muralhas costumavam ser de adobe ou taipa, vindo a serem substituídos por pedras à medida que ameaças externas tornaram-se mais frequentes, principalmente a partir do período das primeiras taifas. Os castelos deste primeiro momento seguiam uma planta regular, quadrangular ou rectangular, protegidos por um ante-muro ou fosso.
Na região intramuros, também estava compreendida a alcáçova, principal fortificação defensiva onde tradicionalmente residia o poder central citadino, erigida em planta quadrangular, ladeada por muralhas e torres. No início da ocupação islâmica na Península Ibérica, a alcáçova encontrava-se guardando pontos estratégicos, e localizava-se próxima à mesquita aljama. Já no período das taifas, ela muitas vezes apresentava-se afastada da mesquita maior e do centro urbano, comumente assentada no local mais alto da medina, caracterizada como uma acrópole, e com ausência de barbacã.

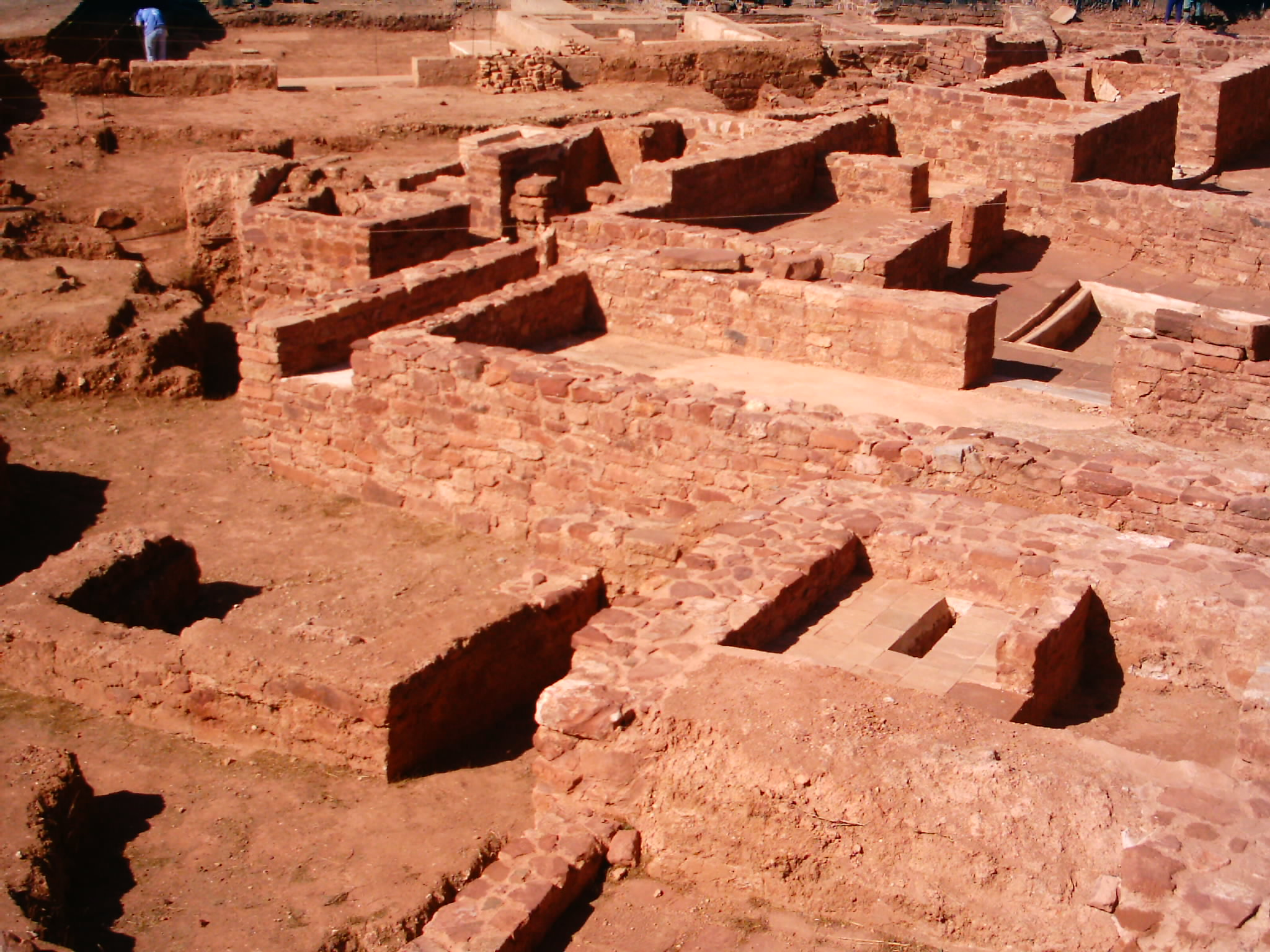
Escavações arqueológicas no Castelo de Silves.

Nas regiões litorâneas e fluviais, ao longo da costa ou dos rios, a defesa contra pirataria e invasões era realizada através de torres atalaias e husun (pequena fortificação, geralmente rural), os quais também eram utilizados para acolher a população em caso de ataque. Dois bons exemplos de husun são o Castelo de Paderne, do período Almóada, e o Castelo de Salir, que ainda preserva estruturas em taipa. Outro bom exemplo da arquitectura militar islâmica Andaluza, principalmente no que tange às alcáçovas e suas muralhas, é o Castelo de Silves.